# Matt McKeon
Matthew (Matt) John McKeon (24 de setembro de 1974) é um ex-futebolista profissional estadunidense que atuava como defensor.

## Carreira
Matt McKeon representou a Seleção Estadunidense de Futebol nas Olimpíadas de 2000, quando atuou em casa.